# Jim Sasser
James Ralph "Jim" Sasser, född 30 september 1936 i Memphis, Tennessee, död 10 september 2024 i Chapel Hill, North Carolina, var en amerikansk demokratisk politiker och diplomat. Han representerade delstaten Tennessee i USA:s senat 1977–1995, och var sedan USA:s ambassadör i Kina 1996–1999.

## Biografi
Sasser studerade vid University of Tennessee 1954-1955. Han avlade 1958 grundexamen vid Vanderbilt University. Han avlade sedan 1961 juristexamen vid Vanderbilt University Law School. Han inledde därefter sin karriär som advokat i Nashville.
Sasser besegrade John Jay Hooker i demokraternas primärval inför 1976 senatsval. I själva senatsvalet besegrade han sittande senatorn Bill Brock. I 1982 års senatsval besegrade Sasser kongressledamoten Robin Beard. Sex år senare var republikanen Bill Andersen chanslös mot Sasser.
Sasser var ordförande i senatens budgetutskott 1989-1995. Han kandiderade 1994 till omval ytterligare en gång men besegrades av republikanen Bill Frist. Efter förlusten utnämnde USA:s president Bill Clinton Sasser till ambassadör i Kina.